# Bombardement op Darmstadt

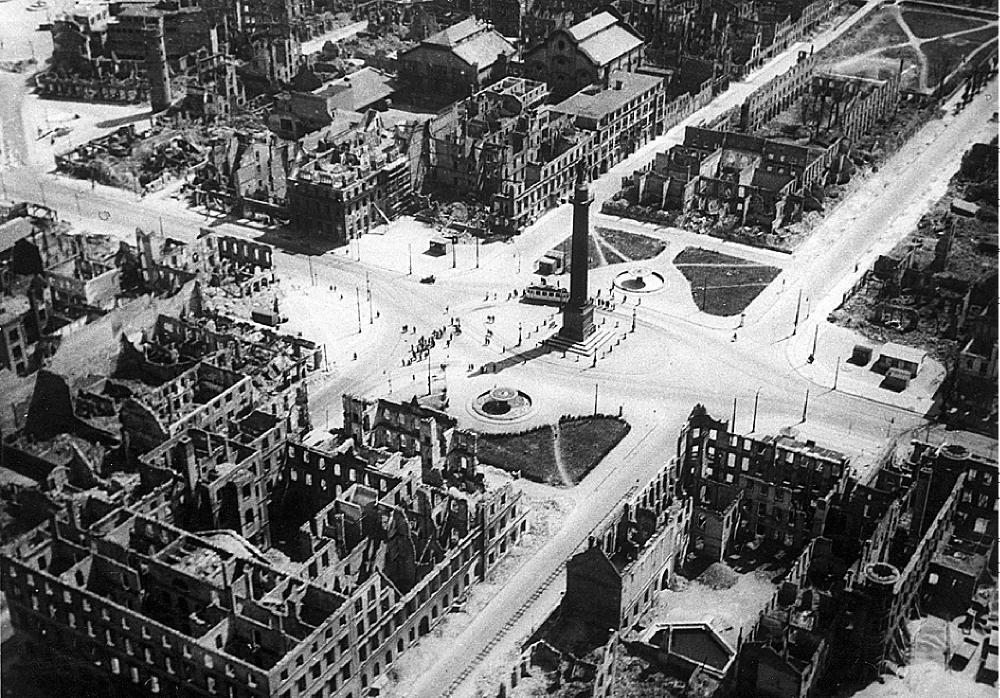
De Luisenplatz na het bombardement

Het geallieerde bombardement op Darmstadt vond plaats in de nacht van 11 op 12 september 1944. 
Het bombardement met aansluitende vuurstorm werd uitgevoerd door de RAF-groep nr. 5 van de Royal Air Force op bevel van luchtmaarschalk Arthur Harris. De huizen in het historische stadscentrum waren vaak uit hout opgetrokken en vatten snel vlam, wat zich over de hele stad verspreidde. Ongeveer 11.500 inwoners kwamen om het leven en 66.000 van de in totaal 110.000 inwoners werden dakloos. Darmstadt werd een van de Duitse steden met het relatief grootste verlies aan burgerbevolking. 

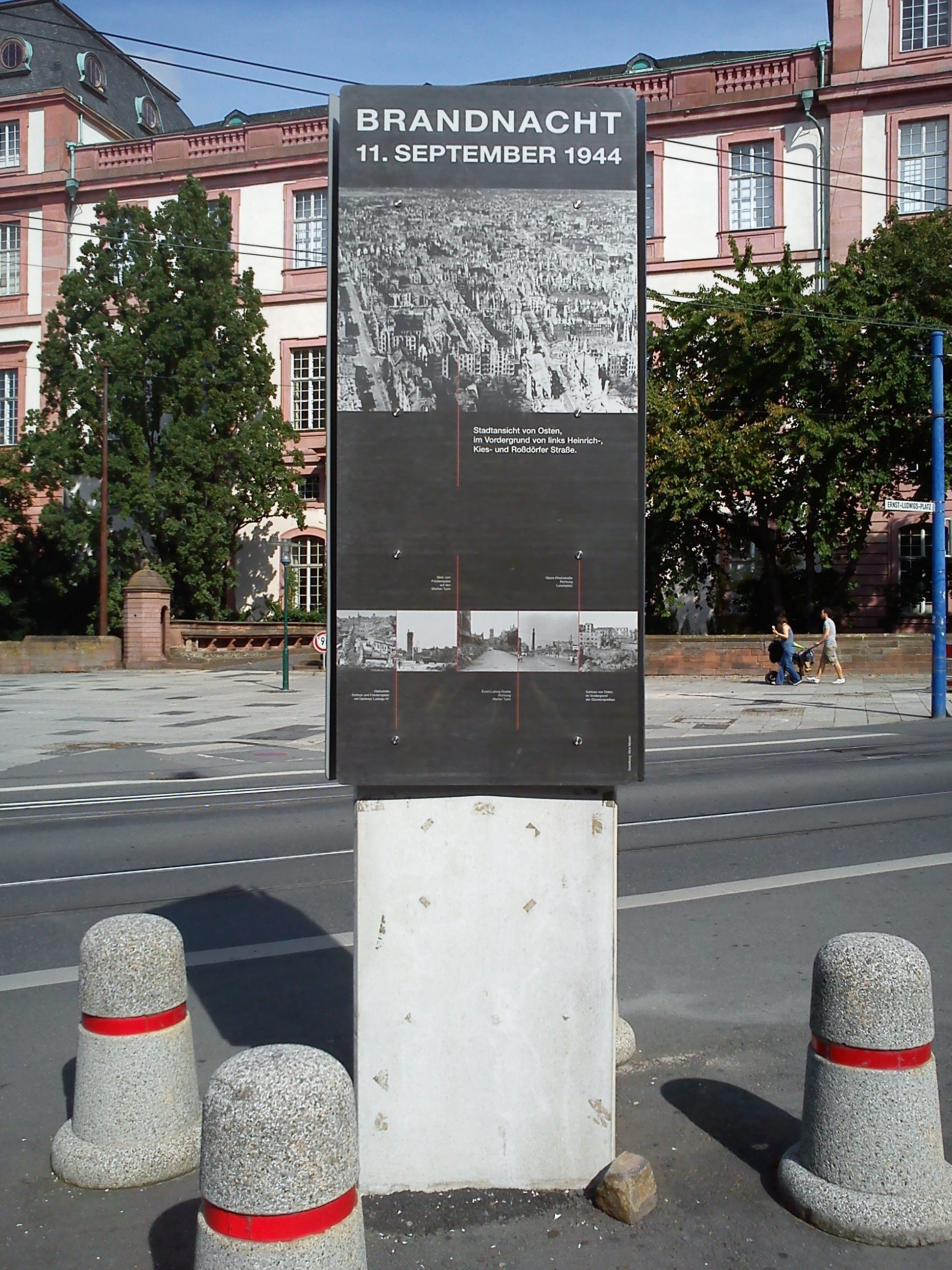
Monument

De RAF liet 234 bommenwerpers los op de stad. Er werd een nieuwe techniek gebruikt. Eerst werden bommen gebruikt waardoor de daken van huizen instorten en daarna volgden brandbommen. De brandweer werkte met man en macht maar kon de vuurzee niet onder controle krijgen. Vele mensen hadden beschutting gezocht in de kelder, waar zij verstikten of verbrandden. Een vlucht uit de kelders was bijna onmogelijk omdat de temperatuur in de binnenstad opliep tot 1000°C en het teer van het asfalt vloeibaar werd. 20% van de slachtoffers waren kinderen onder de 16 jaar. 
Van het historische stadscentrum werd ongeveer 99% verwoest en van de gebouwen van de hele stad 78%. 